# Khemmarat
Khemmarat est une ville de Thaïlande de la province d’Ubon située sur la rive droite du Mékong an amont des dangereux rapides de Khemmarat. La ville comptait 3 500 habitants en 1962.